# Sam Mulligan
Sam Mulligan (* 20. Februar 1997) ist ein kanadischer Skirennläufer. Er ist besonders in den Disziplinen Abfahrt, Super-G und Kombination erfolgreich.

## Biografie
Seit der Saison 2013/14 nahm Mulligan an FIS-Rennen und nationalen Meisterschaften teil. Seine ersten Einsätze im Nor-Am Cup folgten ein Jahr später. Im Dezember 2014 konnte er in dieser Rennserie erstmals in die Punkteränge fahren. Der erste Sieg im Nor-Am Cup gelang ihm am 23. März 2017 in der Kombination in Sugarloaf.
Bei den Juniorenweltmeisterschaften 2018 in Davos gewann Mulligan die Silbermedaille in der Abfahrt hinter dem Schweizer Marco Odermatt.
Sein Debüt im Weltcup hatte Mulligan am 19. Januar 2018 im Super-G von Kitzbühel, den er auf Platz 48 beendete. Die ersten Weltcuppunkte holte er am 1. März 2020 mit Platz 28 in der Superkombination von Hinterstoder.

## Erfolge

### Weltcup
- 1 Platzierungen unter den besten 30

### Weltcupwertungen
| Saison  | Gesamt | Gesamt | Kombination | Kombination |
| Saison  | Platz  | Punkte | Platz       | Punkte      |
| ------- | ------ | ------ | ----------- | ----------- |
| 2019/20 | 158.   | 3      | 42.         | 3           |

### Nor-Am Cup
- Saison 2017/18: 3. Gesamtwertung, 2. Super-G Wertung, 5. Kombinationswertung, 10. Abfahrtswertung
- Saison 2019/20: 4. Gesamtwertung, 4. Super-G Wertung, 5. Kombinationswertung
- Saison 2021/22: 3. Gesamtwertung, 4. Super-G-Wertung, 5. Abfahrtswertung, 5. Kombinationswertung, 7. Riesenslalomwertung, 8. Slalomwertung
- 13 Podestplätze, davon 5 Siege:

| Datum             | Ort                       | Land   | Disziplin   |
| ----------------- | ------------------------- | ------ | ----------- |
| 23. Januar 2017   | Sugarloaf                 | USA    | Kombination |
| 8. Dezember 2017  | Lake Louise               | Kanada | Super-G     |
| 3. März 2018      | Copper Mountain           | USA    | Kombination |
| 11. Dezember 2018 | Panorama Mountain Village | Kanada | Super-G     |
| 11. Februar 2020  | Whiteface Mountain        | USA    | Super-G     |

### Juniorenweltmeisterschaften
- Are 2017: 4. Super-G, 9. Kombination, 28. Abfahrt, 30. Riesenslalom
- Davos 2018: 2. Abfahrt, 19. Slalom, 29. Kombination

### Weitere Erfolge
- 4 Siege in FIS-Rennen